# Fachhochschule Ostschweiz
Die FHO Fachhochschule Ostschweiz war die vom Bundesrat anerkannte und akkreditierte Fachhochschule in der Ostschweiz. Seit 1. September 2020 ist sie in die OST – Ostschweizer Fachhochschule eingegliedert.

## Geschichte
Die FHO Fachhochschule Ostschweiz wurde 1999 auf der Grundlage des Bundesgesetzes über die Fachhochschulen vom 6. Oktober 1995 und der Vereinbarung über die Fachhochschule Ostschweiz vom 20. September 1999 gegründet. Nach der Bologna-Reform 2004 startete die FHO mit 16 Bachelorstudiengängen an den vier Teilhochschulen FHS St. Gallen Hochschule für Angewandte Wissenschaften, HSR Hochschule für Technik Rapperswil, NTB Interstaatliche Hochschule für Technik Buchs und HTW Hochschule für Technik und Wirtschaft Chur. 2008 folgten fünf konsekutive Master-Studiengänge, 2009 die definitive unbefristete Genehmigung durch den Bundesrat.

### Auflösung und Neuordnung
2017 beschloss der Kantonsrat den Zusammenschluss der drei Fachhochschulen FHS St. Gallen, HSR Rapperswil und NTB Buchs im Kanton St. Gallen, da die bisherigen Strukturen nicht mit dem neuen Hochschulförderungs- und -koordinationsgesetz (HFKG) kompatibel waren. Die OST – Ostschweizer Fachhochschule wurde gegründet und nahm am 1. September 2020 ihren Betrieb auf. Die HTW Hochschule für Technik und Wirtschaft Chur besteht als Fachhochschule Graubünden eigenständig weiter. Die FHO gewährleistete bis zur Akkreditierung der OST (Ende 2022) die Studiengänge und die Diplome. Per 16. Dezember 2022 wurde die OST vom Schweizerischen Akkreditierungsrat als Fachhochschule institutionell akkreditiert und ist damit auch künftig beitragsberechtigt.